# Юдино (Кировская область)
Юдино — деревня в Белохолуницком районе Кировской области в составе Ракаловского сельского поселения.

## География
Находится на расстоянии примерно 19 километров по прямой на север-северо-восток от районного центра города Белая Холуница.

## История
Известна с 1678 года, когда в ней был учтен 1 двор. В 1764 году отмечено 17 жителей, в 1873 году дворов 11 и жителей 82, в 1905 18 и 114 соответственно, в 1926 20 и 124. В 1950 9 дворов и 30 жителей, в 1989 году 198 постоянных жителей.

## Население
Постоянное население  составляло 169 человек (русские 98%) в 2002 году, 111 в 2010.